# George Binney
Sir Frederick George Binney (* 23. September 1900 in Great Bookham, Surrey, England; † 27. September 1972 in Saint Lawrence, Jersey) war ein britischer Polarforscher. Während des Zweiten Weltkriegs leitete er Operationen zur Versorgung der britischen Rüstungsindustrie mit Kugellagern aus Schweden.

## Leben
George Binney war einer von vier Söhnen von Maximilian Frederick Breffit Binney, Vikar in Richmond, und Emily Blinkhorn. Er besuchte die Summer Fields School in Summertown bei Oxford sowie als King’s Scholar das Eton College. Anschließend studierte er am Merton College der Oxford University. Noch als Student organisierte er 1921 die erste Expedition der Universität Oxford nach Spitzbergen. Offizieller Leiter war der Botaniker Francis Charles Robert Jourdain, unter den Teilnehmer waren der Ornithologe Julian Huxley, der spätere Ökologe Charles Sutherland Elton, der Arzt und Ornithologe Tom George Longstaff (1875–1964), der Geologe Noel Odell und der Botaniker Victor Samuel Summerhayes (1897–1974). Mit dem norwegischen Schiff Terningen besuchte die vorwiegend ornithologisch ausgerichtete Expedition von Juni bis August die Bäreninsel, Prins Karls Forland und den Billefjord, einen Seitenarm des Isfjorden. Zwei Jahre später organisierte er eine zweite Expedition, die Merton College Arctic Expedition, die er – im Alter von 22 Jahren – auch leitete. Mit fünf britischen Wissenschaftlern und einer norwegischen Crew fuhr die Terningen nach Nordostland, der nördlichsten unter den Hauptinseln Spitzbergens. Widrige Eisverhältnisse und technische Probleme am Schiff behinderten die Arbeiten. Nordostland wurde aber bei fünf Anlandungen zwischen Vibebukta und dem Nordkap von Chermsideøya eingehend erforscht. Neben der geologischen und botanischen Arbeit wurden zahlreiche Korrekturen an den bestehenden Karten vorgenommen. 1924 führte Binney die Oxford University Arctic Expedition mit zwei Schiffen, der Polarbjørn und der Oïland, und einem Wasserflugzeug nach Nordwestspitzbergen. Damit gehörte er zu den Ersten, die ein Flugzeug zur Landvermessung in der Arktis nutzten. Binney verpflichtete für diese Expedition den norwegischen Eispiloten und Hundeschlittenführer Helmer Hanssen, der Roald Amundsen auf mehreren Reisen begleitet und mit diesem den Südpol erreicht hatte.
Von 1926 bis 1930 arbeitete Binney für die Hudson’s Bay Company und anschließend für die United Steel Companies, für deren Export er auf zahlreichen Reisen ein weltweites Netzwerk schuf.
Ab 1939 arbeitete er für das neu gegründete Ministry of Supply, als dessen Beauftragter er in Schweden Stahl, Werkzeugmaschinen und Kugellager für den Bedarf der britischen Rüstungsindustrie kaufte. Als die Handelswege nach Schweden aufgrund der Besetzung Dänemarks und Norwegens durch die deutsche Wehrmacht gekappt wurden, organisierte Binney die Operationen Rubble (Januar 1941) und Performance (März 1942), um die Blockade zu durchbrechen. Er wurde aus Schweden ausgewiesen, stellte sich der Royal Naval Reserve zur Verfügung und leitete 1943 die Operation Bridford. 1944 war er auch an der Operation Moonshine beteiligt, die dänische Widerstandskämpfer über Schweden mit Waffen versorgte. Nach dem Krieg kehrte er zur United Steel zurück, für die er bis 1959 arbeitete.
Er starb 1972 auf der Insel Jersey.

## Familiäres
George Binney war zweimal verheiratet, von 1946 bis zur Scheidung 1954 mit Evelyn Mary Fane, geborene Marriott, und ab 1955 mit Sonia Simms, geborene Beresford Whyte.

## Ehrungen
George Binney wurde 1941 geadelt. Für seine militärischen Verdienste im Zweiten Weltkrieg wurde er 1944 mit dem Distinguished Service Order dekoriert. 1957 wurde ihm für seine Arktisforschung die Patron’s Medal der Royal Geographical Society verliehen.

## Werke
- With Seaplane and Sledge in the Arctic (1925)
- The Eskimo Book of Knowledge (1931)